# Мещеряков, Георгий Васильевич
Георгий Васильевич Мещеряков — советский и российский организатор рыбной промышленности, капитан-директор большого морозильного рыболовного траулера «Узбекистан» Управления тралового и рефрижераторного флота (1964—1966), Герой Социалистического Труда (1966).

## Биография
Родился 16 апреля 1931 года в селе Бейтоново Черемховского района Иркутской области в крестьянской семье.
В декабре того же года переехал с родителями в Читинскую область, в 1936—1938 годах жил в г. Черемхово, с 1938 года в Якутске.
В 1947 году после окончания начальной школы поступил в Якутский рыбопромышленный техникум на механический факультет, вскоре перепрофилированный в факультет «Добыча рыбы и морского зверя». В 1949 г. техникум перевели в Тобольск.
С 1951 года работал в системе Главкамчатрыбпрома:
- 1951—1952 помощник тралмастера СРТ «Голубь» и РТ «Топорок»
- с мая 1952 по январь 1955 старший тралмастер, флагманский тралмастер СРТ «Тихоокеанская звезда»,
- 1955—1956 учился в школе усовершенствования командного плавсостава, получил диплом штурмана малого плавания.
- 1956—1958 второй, затем старший помощник капитана СРТ «Ястреб».
- 1958—1959 учился в той же школе, получил диплом штурмана дальнего плавания.
- 1959—1963 капитан СРТ «Ястреб», затем — СРТ «Командор».
- 1963 — заочно окончил Камчатское мореходное училище.
- 1963—1964 старший помощник капитана БМРТ «Николай Островский».

В 1964 году назначен капитаном-директором нового большого морозильного рыболовного траулера «Узбекистан». Под его руководством в 1965 году БМРТ «Узбекистан» выловил 130 тысяч центнеров рыбы, установив рекорд по Дальнему Востоку и в стране на этом типе судна. За два года работы на БМРТ «Узбекистан» выработал мороженой продукции 8818 тонн при плане 7400 тонн.
- с 1 апреля 1968 по 9 июня 1972 первый начальник Управления океанического рыболовства («Океанрыбфлота»).
- с июня 1972 по октябрь 1977 года в Камчатрыбпроме.
- с октября 1977 по май 1988 начальник Управления эксплуатации флота и портов Минрыбхоза СССР.
- с мая 1988 по август 1991 года начальник Главной государственной инспекции безопасности мореплавания и портового надзора флота рыбной промышленности.
- 1991—1994 представитель Госкомрыболовства России в Германии.
- 1994 — июнь 1998 заместитель начальника Управления мореплавания, портов и охраны труда.

С июля 1998 года на пенсии.
Умер в Москве 16 июня 2019 года.

## Звания и награды
В 1966 году присвоено звание Героя Социалистического Труда. До этого был награждён медалью «За трудовую доблесть» (1957) и орденом Трудового Красного Знамени (1963).